# Вальмакка
Вальмакка (італ. Valmacca, п'єм. Varmaca) — муніципалітет в Італії, у регіоні П'ємонт,  провінція Алессандрія.
Вальмакка розташована на відстані близько 480 км на північний захід від Рима, 70 км на схід від Турина, 22 км на північ від Алессандрії.
Населення — 1029 осіб (2014).
Щорічний фестиваль відбувається 8 вересня, на свято Різдва Пресвятої Богородиці.

## Демографія
Населення за роками:

Станом на 1 січня 2023 року в муніципалітеті офіційно проживало 96 іноземців з 20 країн, серед них 29 громадян країн Євросоюзу та 5 громадян України.

## Сусідні муніципалітети
- Боццоле
- Бреме
- Фрассінето-По
- Помаро-Монферрато
- Сартірана-Ломелліна
- Тічинето